# ケーブルテレビ局
ケーブルテレビ局（ケーブルテレビきょく）とは、有線テレビジョン放送事業者の一部のものの通称である。

## 解説
法令上には「ケーブルテレビ局」なる文言に定義はない。
日本ケーブルテレビ連盟では「ケーブルテレビ用語集」で「多チャンネル放送や電話サービス、高速なインターネット接続サービスなど、有線放送の利点をいかしたサービスを地域に提供する放送局」とし、「基本的なケーブルテレビのネットワーク図」でもサービスの中心となる存在として紹介している。
衛星放送の事業者も番組を配信する有線テレビジョン放送事業者をケーブルテレビ局と称していることがよくある。
日本のケーブルテレビは、地上波テレビジョン放送の同時再送信（放送法令の全面改正後は、地上基幹放送であるテレビジョン放送の同時再放送）として始まったが、これのみを行う共同受信施設より高度のサービスを提供する事業者を指しているといえる。
上述のように明確な定義は無いもののテレビ局と通称されるのがテレビジョン放送の特定地上基幹放送事業者とすれば、これに擬して「ケーブルテレビ局」と呼ばれるにふさわしいものは自主放送（コミュニティチャンネルとも呼ばれる。コミュニティ放送ではない。）を行う有線テレビジョン放送事業者であろう。
スタジオを設置し地元に密着した放送をする。
- 自主放送とは「自社制作放送」という意味ではない。テレビショッピング番組などを購入して放送することも「自主放送」である。

有線テレビジョン放送事業者は、総務省令放送法施行規則第133条第1項の「有線放送施設に係る引込端子の数が501以上の規模の有線一般放送事業者（有線ラジオ放送事業者を除く。）は、総務大臣の登録を要する。」により、この規模以上の事業者は登録一般放送事業者と呼ばれる。
登録を要しない有線一般放送事業者は、総務大臣または都道府県知事へ届け出るものとされ、届出有線一般放送事業者と呼ばれる。但し自主放送をすると小規模施設特定有線一般放送事業者にはあたらないので都道府県知事へ届け出ることはできない。
- 自主放送をする有線テレビジョン放送事業者は総務省の登録か届出を要することになる。また自主放送の実施は事業者の任意であるので「自主放送をしない登録有線一般放送事業者である有線テレビジョン放送事業者」や「自主放送をする届出有線一般放送事業者である有線テレビジョン放送事業者」のどちらも存在する。

総務省の「ケーブルテレビの現状」

では自主放送を行う登録有線一般放送事業者の分析に多くのページを費やしている。
情報通信白書でも一般放送事業者の項目で衛星一般放送事業者と並べて自主放送を行う登録有線一般放送事業者数が発表されている。
各総合通信局のサイトにおいても管内の地上基幹放送事業者と同様な形で自主放送を行う有線テレビジョン放送事業者を公表している。
日本ケーブルテレビ連盟でも「デジタル自主放送実施事業者一覧」

で事業者を公表している。
登録有線一般放送事業者は、義務再放送を行う指定再放送事業者に指定されることがあり、衛星基幹放送や衛星一般放送の同時再放送（衛星放送の配信）をする事業者、有線テレビジョン放送以外の有線一般放送、つまり有線ラジオ放送（AM放送・FM放送の再放送
や気象庁の緊急地震速報・市町村の同報無線の放送）をする事業者が多い。
- 有線ラジオ放送も実施する場合は、登録または届出にあたり種類の申請を要する[10]ので、テレビジョン放送のみでなくラジオ放送も実施することを申請しなければならない。

地上基幹放送（コミュニティ放送）や地上一般放送（エリア放送）の地上波放送をする事業者もある。
- これらは、電波法に基づく特定地上基幹放送局や地上一般放送局の免許取得・放送法に基づく地上一般放送事業者の届出をしなければならない。下記の事業者も参照。

更にインターネット接続サービスや加入電話サービスの電気通信事業者でもある事業者もあり、小売電気事業者やガス小売事業者である事業者すらある。
- これらの事業は放送法以外の法律で規制されることであり、所定の登録・届出をしなければならない。

営利団体と非営利団体のどちらもあり、市町村が開設して「公営ケーブル」と呼ばれるものもある。なお、北海道、関東地方、近畿地方、九州地方を中心に展開するジュピターテレコム（J:COM）傘下のケーブルテレビ局には、公営または市町村と民間企業の合同出資による第三セクターとして設立されたものが多く存在する。

## コミュニティ放送・エリア放送事業者一覧
有線テレビジョン放送事業者でコミュニティ放送事業者またはエリア放送事業者でもある事業者。つまり登録有線一般放送事業者で特定地上基幹放送事業者または地上一般放送事業者でかつ地上一般放送局の免許人でもある事業者。
2022年（令和4年）7月1日現在、いずれも免許順

### コミュニティ放送
- アドバンスコープ（なばステ!）三重県名張市
- エルシーブイ（エルシーブイFM）長野県諏訪市
- BAN-BANネットワークス（BAN-BANラジオ）兵庫県加古川市
- 知多メディアスネットワーク（メディアスFM）愛知県知多市
- 宇和島ケーブルテレビ（FMがいや）愛媛県宇和島市
- ニューメディア（エフエムNCV）山形県米沢市
- 西尾張シーエーティーヴィ（FMななみ）愛知県津島市
- ケーブルメディアワイワイ（FMひゅうが）宮崎県日向市
- 上越ケーブルビジョン（FMみょうこう）新潟県妙高市
- ケーブルテレビ（FMくらら857）栃木県栃木市
- ひまわりてれび（FMひまわり）長崎県雲仙市
- シー・ティー・ワイ[注釈 4]（CTY-FM）三重県四日市市
- ハートネットワーク（Hello!NEW 新居浜FM）愛媛県新居浜市
- テレビ小山放送（おーラジ）栃木県小山市
- 天草ケーブルネットワーク（みつばちFM）熊本県天草市
- 北上ケーブルテレビ（きたかみE&Be(いいあんべ)エフエム）岩手県北上市
- BTV[注釈 4]（シティエフエム都城）宮崎県都城市
- 笠岡放送[注釈 4]（エフエムゆめウェーブ）岡山県浅口市
- JWAY[注釈 4]（ひたちエフエム）茨城県日立市

### エリア放送
- 愛媛CATV 愛媛県松山市
- ハートネットワーク 愛媛県新居浜市
- 三沢市（三沢市ケーブルテレビ#エリア放送を参照）青森県三沢市
- JWAY[注釈 4] （ひたちエフエム#エリア放送を参照）茨城県日立市